# گیلرمه تورس
گیلرمه تورس (انگلیسی: Guilherme Torres؛ زادهٔ ۵ آوریل ۱۹۹۱) بازیکن فوتبال اهل برزیل است که در پست هافبک دفاعی باشگاه فوتبال السد لیگ ستارگان قطر بازی می‌کند.